# Imagine (Armin van Buuren-album)
Az Imagine Armin van Buuren 2008 tavaszán kiadott harmadik stúdióalbuma.
Az első kislemez, a dallamos "Going wrong", mely Armin van Buuren rádiós műsorában, A State of Trance-ben debütált.
A dalt Armin, Dj Shah-el közösen készítette el, vokalistának, pedig Chris Jones-t kérték fel.
A második kislemez augusztus elején jelent meg In and out of love címmel, a dalban a Within Temptation énekesnője, Sharon den Adel énekel.
Az iTunes kiadásban megtalálható a télen kiadott, Susana által felénekelt, "If You Should Go" c. dal Club mixe, illetve ugyancsak ez a dal, Inpetto Vs. Duderstadt átértelmezésében. Az album a 4. helyen nyitott az amerikai "Billboard's Top Electronic" albumok listáján.

## Dalok listája
1. Imagine
2. Going wrong (közreműködik Dj Shah és Chris Jones)
3. Unforgivable (közreműködik Jaren)
4. Face to face
5. Hold on to me (közreműködik Audrey Gallagher)
6. In and out of love (közreműködik Sharon den Adel)
7. Never say never (közreműködik Jacqueline Govaert)
8. Rain (közreműködik Cathy Burton)
9. What if (közreműködik Vera Ostrova)
10. Fine without you (közreműködik Jennifer Rene)
11. Intricacy